# Universitatea Agora

## Scurt istoric
Universitatea Agora este instituție de învățământ superior, persoană juridică de drept privat și utilitate publică, înființată/acreditată prin Legea nr.59/2012.
La 27 mai 1999, a luat ființă la Oradea Fundația Agora, ca organizație non-profit, neguvernamentală, apolitică, independentă, cu caracter umanitar, cu scop nepatrimonial, care este înscrisă în Registrul asociațiilor și fundațiilor, devenind astfel persoană juridică de drept privat. Prin decizia din 17 martie 2000 a adunării generale a fondatorilor se decide înființarea, în cadrul fundației a unei universități particulare și se stabilește calendarul activităților care trebuie desfășurate în vederea obținerii autorizațiilor de funcționare provizorie a instituției și a primelor specializări.
Prin decizia din 20 decembrie 2010 a Agenției Române pentru Asigurarea Calității în Învățământul Superior s-a propus acreditarea instituțională cu calificativul „încredere” a Fundației Agora – Universitatea Agora din Oradea, propunere transmisă Ministerului Educației, Cercetării, Tineretului și Sportului din România. Propunerea a fost transmisă, sub formă de proiect de lege, Parlamentului României.
După aprobarea în cele două camere ale Parlamentului și promulgarea de către Președintele României, la 3 aprilie 2012 a fost publicată în Monitorul Oficial al României nr. 222, partea I-a, Legea nr.59/2012 privind înființarea Universității Agora din municipiul Oradea, județul Bihor.
Fondatori:
- Rector fondator (funcția actuală: Președinte al Consiliului de Administrație): Mișu-Jan Manolescu Arhivat în 16 octombrie 2012, la Wayback Machine.;
- Decan fondator (funcția actuală: Președinte al Senatului Universitar) : Adriana Manolescu Arhivat în 11 octombrie 2012, la Wayback Machine..

Conducerea executivă actuală:
- Rector: Mișu-Jan Manolescu Arhivat în 16 octombrie 2012, la Wayback Machine.;
- Decan FDSE: Casian Butaci Arhivat în 29 octombrie 2012, la Wayback Machine.;
- Director DSS: Elena-Ana Iancu Arhivat în 16 octombrie 2012, la Wayback Machine..

## Misiune și obiective
(Extrase din Carta Universității Agora:) Arhivat în 10 octombrie 2012, la Wayback Machine.
"Art. 2. (1) Misiunea Universității Agora se articulează pe viziunea inițială a fondatorilor, care i-au ales ca nume, nu întâmplător, un simbol al democrației. Spiritul democratic al Agorei a fost și va fi vectorul director al dezvoltării sale și îi va aduce și în viitor plusvaloare inovatoare, dinamism și o dezvoltare armonioasă. În viziunea lor, fondatorii au înțeles că încurajarea gândirii și exprimării libere și îndrăznețe a studenților și a cadrelor didactice și de cercetare în Agora, deschiderea spre cooptarea în structurile de conducere a unor profesioniști și personalități științifice și culturale din exterior, poate duce la atingerea sau chiar depășirea în scurt timp a performanțelor unor instituții academice mai mari și cu o tradiție mai îndelungată.
(2) Fiind o universitate tânără, centrată pe educație în domeniul științelor sociale, Universitatea Agora își asumă misiunea să transmită studenților săi spiritul Agorei, bazat pe valorile democrației și umanismului transdisciplinar, spirit pe care absolvenții, la rândul lor, să-l propage mai departe în societate. Pornind de la acumulările prezente și valorificarea potențialului intern, cu deschidere spre colaborări externe, Universitatea Agora își propune ca, într-un timp rezonabil, să adauge valori noi cunoașterii umane, prin promovarea și încurajarea cercetării, tinzând în viitor spre o misiune de educație și cercetare științifică, astfel încât să devină recunoscută în mediul academic românesc și european ca un model eficient al accesului la succes într-o societate dinamică.
(3) Universitatea Agora își propune să devină un centru cultural și civic, menit să contribuie la formarea și difuzarea valorilor culturii naționale și universale, la promovarea pluralismului opțiunilor la dezvoltarea culturii politice și civice, iar prin absolvenții săi și prin cercetarea științifică proprie să contribuie la îmbunătățirea performanțelor obținute de unitățile economice din vestul României.
Art. 3. Pentru realizarea misiunii sale, universitatea și-a stabilit următoarele obiective:
(1) Fiind o universitate centrată pe educație, cu o educație centrată pe student, își propune:
a)practicarea unor metode și mijloace de predare-învățare moderne, bazate pe implementarea în activitatea didactică a tehnologiei e-learning la toate programele de studii universitare și programele de studii postuniversitare de formare și dezvoltare profesională continuă și la toate formele de învățământ;
b)identificarea clară a obiectivelor programelor de studii universitare și postuniversitare, precum și evaluarea corectă a costurilor în raport cu beneficiile;
c)crearea unei culturi academice „Agora”, bazată pe democrație, transdisciplinaritate, deschidere spre nou și spre exterior, care să contribuie la eforturile comunității de ridicare a nivelului de cultură și civilizație a poporului român;
d)furnizarea către comunitate a unor specialiști cu înaltă ținută profesională, morală și civică; recunoașterea calității serviciilor educaționale oferite pe plan local și regional.
(2) Optimizarea activității de cercetare-dezvoltare-inovare, prin:
a)stabilirea unei strategii de cercetare științifică fundamentală și aplicativă în domeniile economic, juridic și social, desfășurată în colaborare cu alte universități și institute de cercetare din țară și din străinătate, orientată spre susținerea dezvoltării economice, sociale și culturale;
b)diseminarea și valorificarea rezultatelor cercetării prin publicații, workshop-uri exploratorii, conferințe și constituirea de rețele de cercetare cu participanți interni și externi.
(3) Consolidarea și extinderea relațiilor cu mediul extern, atât cel științific, cât și economic și social prin:
a)consolidarea și dezvoltarea unei culturi instituționale și manageriale responsabile, care să valorifice punctele tari acumulate, să fructifice oportunitățile și să vegheze mereu la managementul eficient al riscurilor;
b)crearea unei culturi a calității cu tendința către excelență în educație și eficiență în cercetare-dezvoltare, evaluarea și monitorizarea informatizată a calității și luarea la timp a măsurilor care pot duce la optimizarea acesteia."

## Facultăți
Facultatea de Drept și Științe Economice Arhivat în 10 octombrie 2012, la Wayback Machine.
Domeniile/programele de studii universitare acreditate prin Legea 59/2012:
- Drept/ Drept (4 ani, 240 ECTS) Arhivat în 10 octombrie 2012, la Wayback Machine. ,

- Management/ Management (3 ani, 180 ECTS Arhivat în 10 octombrie 2012, la Wayback Machine.

- Contabilitate/ Contabilitate și informatică de gestiune (3 ani, 180 ECTS) Arhivat în 10 octombrie 2012, la Wayback Machine..

Domeniile/programele de studii universitare autorizate prin H.G. nr.707/2012:
- Admininistrație publică/ Poliție locală (3 ani. 180 ECTS). Arhivat în 6 octombrie 2012, la Wayback Machine.

Programe postuniversitare de formare și dezvoltare profesională continuă Arhivat în 10 octombrie 2012, la Wayback Machine.
- Managementul resurselor umane (Management);
- Audit financiar contabil (Contabilitate);
- Instituții de dreptul muncii (Drept);
- Instituții de drept privat (Drept);
- Științe penale și criminalistică (Drept).